# Szivárvány hadművelet (Gázai övezet)
A Szivárvány hadművelet (héberül: Mivtza Keshet Be-Anan, מבצע קשת בענן) az Izraeli Honvédelmi Erők katonai művelete volt 2004. május 12–24. között a Gázai övezetben, miközben megrohanták és elfoglalták Rafaht. Erre azután került sor, hogy egy palesztin támadásban izraeli csapatszállítókat semmisítettek meg, és megöltek öt izraeli katonát. 
A Human Rights Watch jelentése szerint május 12–24. között 59 palesztint öltek meg, köztük 11 gyermeket és 18 felfegyverzett férfit. A hadsereg 300 házat ledózerolt. Ezzel a területtel akarta bővíteni az izraeli–egyiptomi határon a biztonsági övezetet. Ezzel egyidőben egy állatkertet és mintegy 70 hektár termőterületet is felszámoltak.
Izraelnek hivatalosan az volt a célja a Szivárvány hadművelettel, hogy felszámolja a földalatti átjárókat, lecsapjon a terroristákra, és a biztonsági övezet kiszélesítésével növelje a Philadelphia folyosó (keskeny földsáv a Gázai övezet és Egyiptom között) biztonságát. 